# Доисторическая Германия

## Нижний и средний палеолит

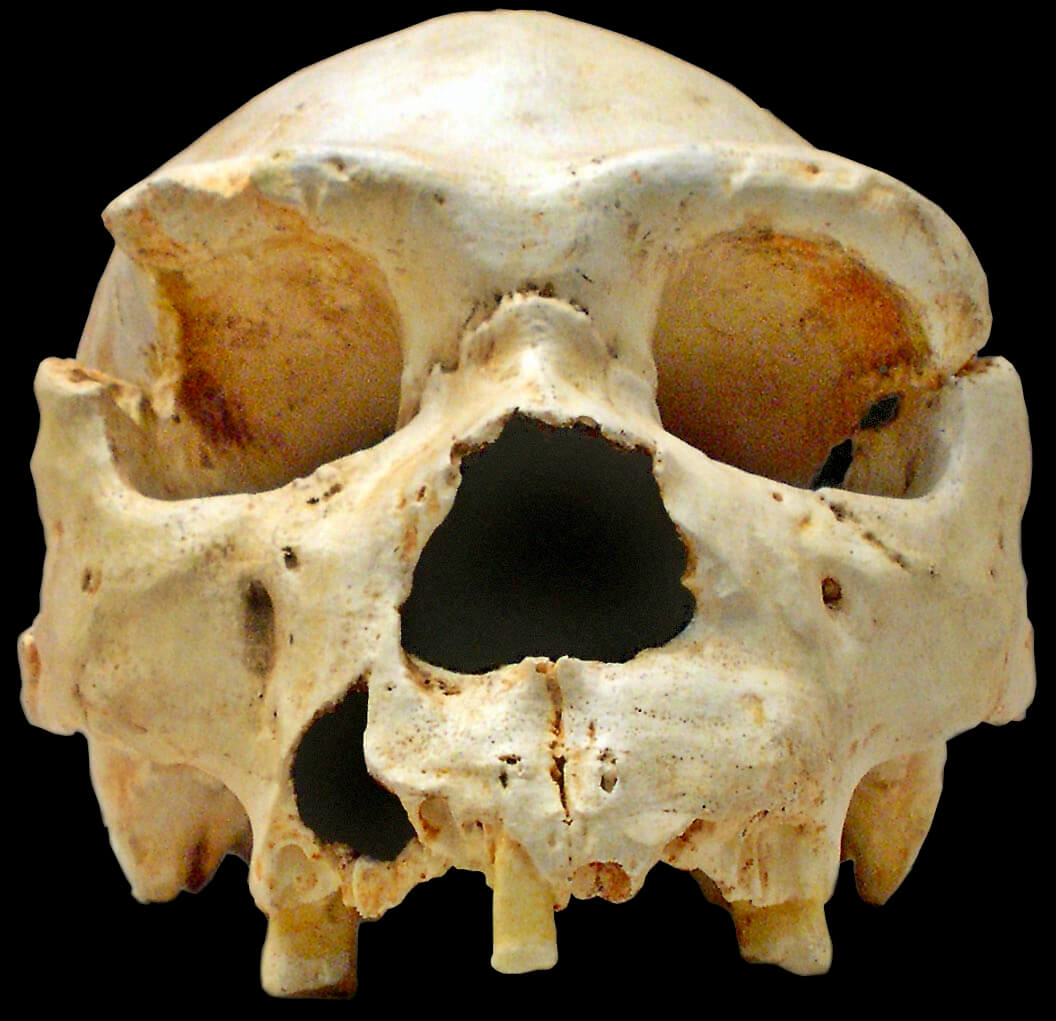
Череп гейдельбергского человека (без нижней челюсти)

Древнейший образец присутствия гоминид на территории современной Германии — это нижняя челюсть гейдельбергского человека из Мауэра (Мауэр 1) возрастом 600—500 тысяч лет. Несколько более поздними являются костные останки со стоянки Бильцингслебен (коммуна Бильцингслебен в Тюрингии), останки штайнхаймского человека (переходная форма от гейдельбергского человека к неандертальцу), шёнингенские и лёрингенские деревянные копья. На малой берцовой кости слона из Бильцингслёбена выявлены параллельные надрезки. Метательная охотничья палка из Шёнингена возрастом 300 тыс. л. н. имеет длину 64,5 см. Доказательством того, что люди охотились на прямобивневого лесного слона стало обнаружение в 1948 году в Лëрингене на реке Аллен скелета слона с копьём из тиса между ребрами, вокруг головы - каменные орудия. Находка датируется эемским межледниковьем.
Секвенирование митохондриальной ДНК неандертальца из пещеры Холенштайн-Штадель (HST), жившего 124 тыс. л. н., показало, что этот подвид неандертальцев отделился от основного ствола между 316 000 и 219 000 лет назад и скрещивался с ранними Homo sapiens ещё как минимум 219 тыс. лет назад. Ядерные геномы ранних неандертальцев из Холенштайн-Штаделя и из бельгийской пещеры Складина более тесно связаны с геномами последних неандертальцев, живших в Западной Европе на 80 тыс. лет позже них, чем с геномами своих современников-неандертальцев, живших тогда в Сибири. В отличие от ядерного генома, митохондриальный геном неандертальца из пещеры Холенштайн-Штадель имеет 70 мутаций, которые отличают его от мтДНК других ранних неандертальцев.
Неандертальцы ранней атипичной группы Эрингсдорф найдены в долине Ильма.
На найденной на памятнике среднего палеолита (120 тыс. л. н.) вблизи Ноймарк-Норда недалеко от Галле верхней части крыла тазовой кости вымершего подвида лани вида Dama dama geiselana обнаружено отверстие от копья, нанесённое человеком, стоящим вплотную. В карьере Ноймарк-Норд археологи нашли останки сотен убитых животных, окруженные многочисленными каменными орудиями и огромным количеством остатков древесного угля. Предположительно, неандертальцы держали эту территорию свободной от леса по крайней мере 2000 лет.
Зубы из Таубаха относят как к ранним неандертальцам, так и к поздним гейдельбергским формам.
Возрастом более чем 65 тыс. л. н. датируется листовидный каменный наконечник для деревянного копья, найденный в пещере Полая скала (Холе-Фельс).
От гейдельбергского человека произошёл неандерталец, который жил на территории Германии около 124 тыс. лет назад, поскольку допускали климатические условия.

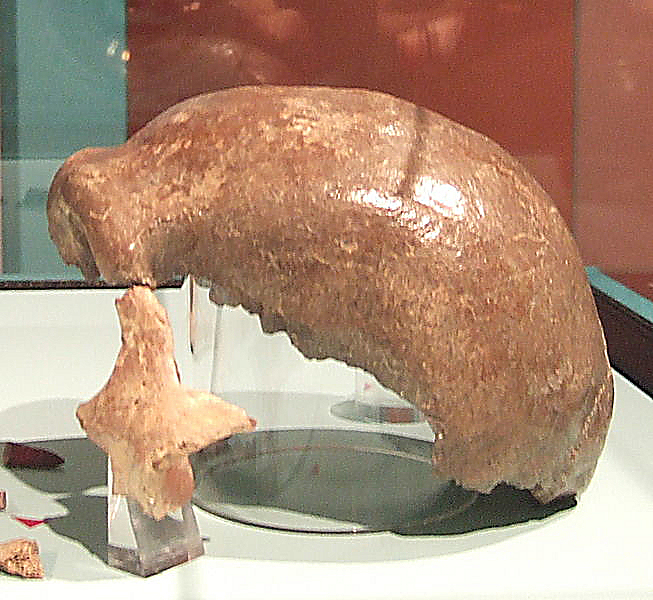
Череп неандертальца Neanderthal 1

На открытом местонахождении в Зальцгиттер-Лебенштедте (Нижняя Саксония) обнаружены орудия труда неандертальцев, выполненные посредством обработки костей мамонта 58—54 тыс. л. н. Кости придавали нужную форму посредством ударов камнем, а затем шлифовали. Каменные орудия относятся к микокской индустрии. Найдено 5 фрагментов костей двух неандертальцев. На обломках костей с микокской стоянки в Олдислебене найдены процарапанные параллельные полоски и нарисованные «стрелочки» или «человечки». Геометрический морфологический анализ трёхмерных моделей отсканированных инструментов, найденных в Чагырской пещере на Алтае и в Гроте кресельной скалы (Зессельфельсгротт G) (Эссинг, Бавария), выявил почти идентичные формы и способы обработки каменного инвентаря. Облик признаков сработанности на бифасиальных орудиях из Чагырской пещеры полностью аналогичен следам на изделиях с памятников Бокштайн, Гроссе Гротте-9 и Шулелох.
Найденный у входа в пещеру Единорога или Айнхорнхёле (Einhornhöhle cave) в горах Гарц крошечный кусок из фаланги большерогого (гигантского) оленя, украшенный геометрическим орнаментом — тремя однородными параллельными линиями, датируется возрастом не менее 51 тыс. лет.
На территории нынешней Германии неандертальцы вымерли не позже 42 тыс. лет назад.
Так как Германия во время последней фазы ледникового периода была тундрой и полярное оледенение доходило до севера Нижней Саксонии, то территория Германии едва ли была обитаема со среднего палеолита до ориньяка. В течение этого периода следы человеческого обитания на её территории отсутствуют.

## Верхний палеолит
Орудия культуры линкомбьен-ранис-ежмановице из двух слоëв в пещере Ильзенхёле (Ранис, Тюрингия), изготовленные Homo sapiens, датируются возрастом 45,8–47,5 и 46,8–43,3 тыс. лет. У 6 людей из пещеры Ильзенхёле определили митохондриальную гаплогруппу N, у одного — митохондриальную гаплогруппу R.

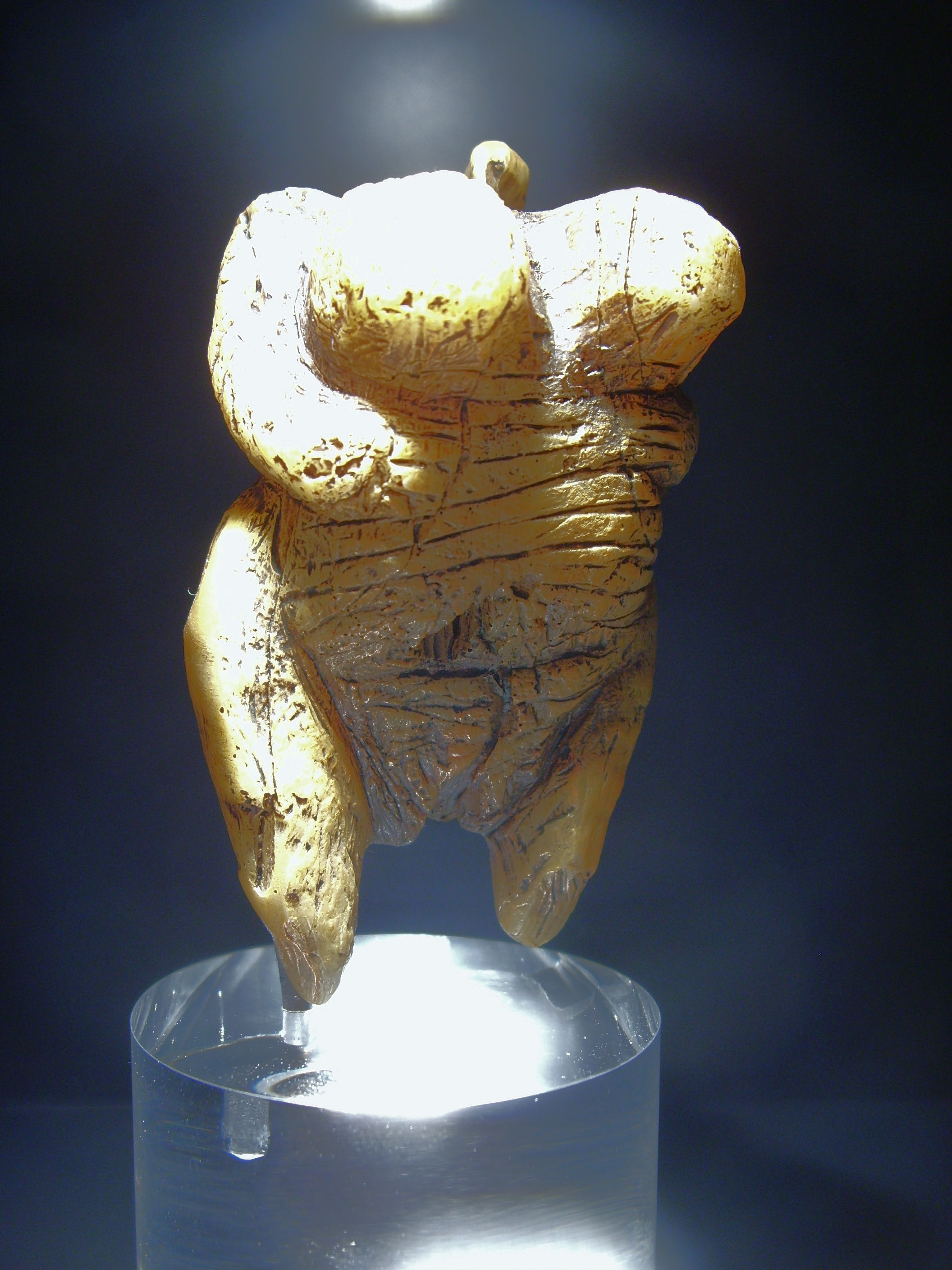
Венера из Холе-Фельс

К периоду 40-35 тыс. лет до н. э. относится Венера из Холе-Фельс, древнейшее в мире изображение человека. Найденный в пещере Холе-Фельс в слое Va сделанный из бивня мамонта «жезл начальника» длиной 20,4 см с четырьмя дырками 7 и 9 мм в диаметре, обрамлёнными глубокими чёткими спиральными нарезками, использовался для изготовления верёвки из растительных материалов.
Культуры палеолита:

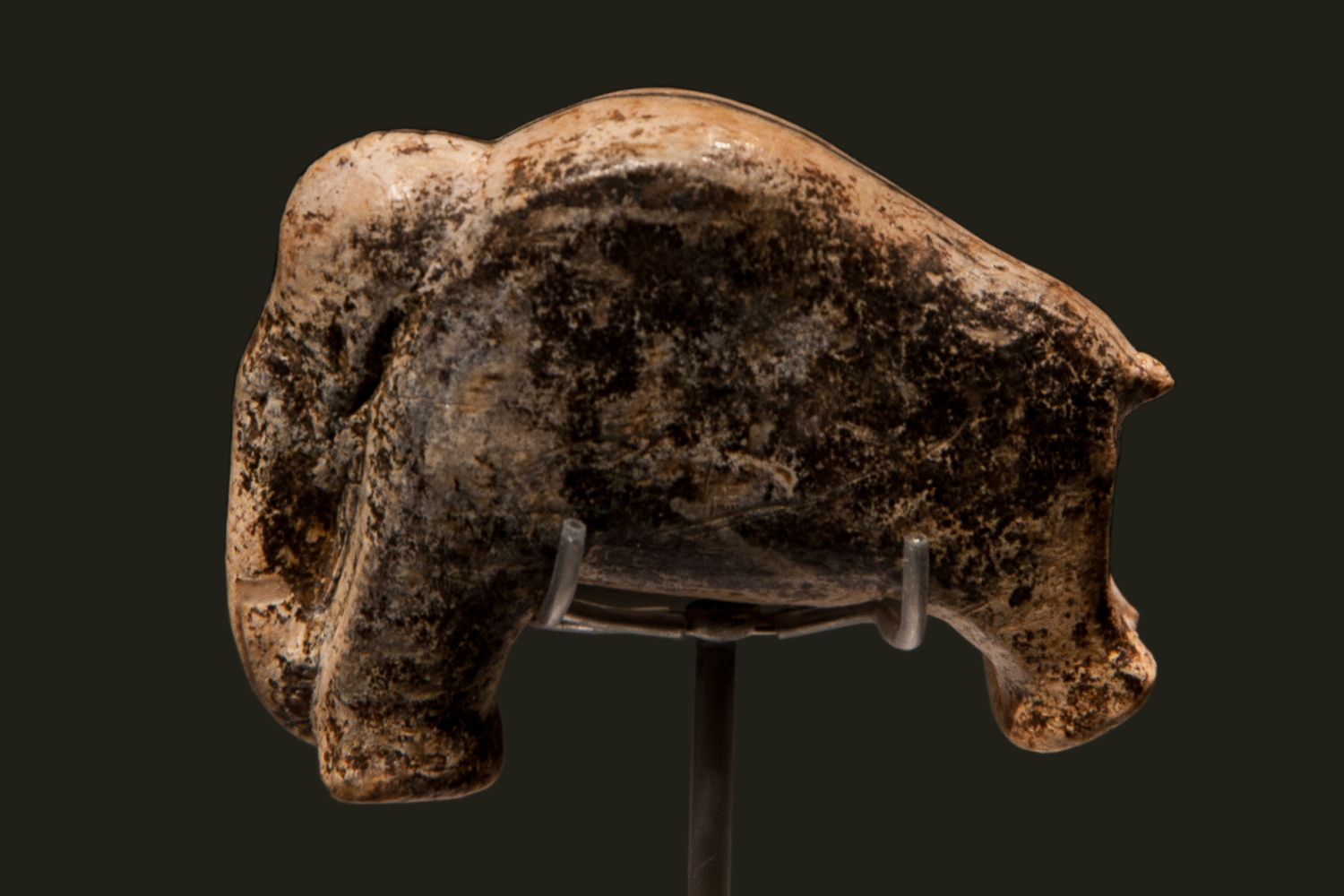
Фигурка мамонта из пещеры Фогельхерд (ориньякская культура, Швабский Альб)

Ориньяк (33000 — 19000 гг. до н. э.) |
Граветтская (28000 — 21000 гг. до н. э.) |
Солютрейская (18000 — 15000 гг. до н. э.) |
Гамбургская (13500 — 11100 гг. до н. э.) |
Аренсбургская (11000 — 10000 гг. до н. э.) |
Свидерская (около 10000 гг. до н. э.) |
Федермессер (9800 — 8800 гг. до н. э.)
Памятники: Человеколев | Венера из Холе-Фельс
В пещере Гнирсхёле (Gnirshöhle) в регионе Хегау были найдены окаменелости древних канид, митохондриальные геномы которых охватывают всё генетическое разнообразие современных собак и волков. В геномах собак Гнирсхёле появилась ранее неизвестная линия, которая не соответствует другим собакам, обитающим в этом регионе. Изучение изотопов углерода-13 и азота-15 в зубах канид показало, что в их рационе содержалось мало белка. Возможно, под влиянием человека эти животные в некоторой степени приспособились к более ограниченному питанию, чем они получали бы в дикой природе. Данных генетики и морфологии канид из Гнирсхёле пока недостаточно, чтобы определить, были ли эти псовые собаками, волками или кем-то промежуточным, но близость этих животных к людям и признаки довольно ограниченной диеты дают возможность предполагать, что между 16 000 и 14 000 л. н. представители мадленской культуры приручали и выращивали животных, происходивших из разных митохондриальных линий волков.

## Мезолит
Мезолит на территории Германии являлся естественным продолжением финального палеолита, без культурного разрыва, с медленным и постепенным нарастанием изменений. Характерные орудия (в частности, костяные) для обоих указанных подпериодов в целом те же.
В период мезолита на большей части территории Германии доминировала Культура Дуфензее, входившая в нордический круг мезолитических культур и родственная культуре Маглемозе в Дании, культуре Стар-Карр на Британских островах и коморницкой культуре в Польше. С юго-запада на территорию Германии проникает тарденуазская культура.
На севере Германии мезолит существенно задерживается и на последних стадиях сосуществует с неолитическими культурами, проникающими с юго-востока.

### 8000-6000 гг. до н. э. (ранний мезолит)
Для мезолита характерно изготовление мелких каменных орудий — микролитов, которые использовались, в частности, как наконечники копий. Прочность каменных орудий повышается путём их отжига в огне при температуре 270—300 °C. Начинается изготовление украшений — бус из рыбьих костей и раковин. Основные находки, относящиеся к мезолиту, сделаны в области Ремс-Мурр, в Верхнерейнской долине, в окрестностях Боденского озера и Федерзее.
Благодаря исследованиям, которые провёл в различных пещерах Швабского Альба Вольфганг Тауте, южногерманский мезолит был разделён на многочисленные хронологические подпериоды, привязанные к различным формам микролитов.
В 1990-е годы в ходе многочисленных археологических раскопок близ Роттенбурга было исследовано три мезолитических стоянки. Они относились к раннему послеледниковому периоду, около 8000 — 7700 гг. до н. э. Здесь мезолитические стоянки сохранились исключительно хорошо — чётко видны места очагов, жилищ, мастерские.
Многочисленные находки в Швабском Альбе, которые до 1960-х гг. рассматривались исследователями как «мезолит грубых орудий» (или кампинийская культура), в настоящее время рассматриваются как обломки камней, возникшие естественным путём под влиянием мороза или же как полуфабрикаты неолитических орудий.

### 6000-4500 гг. до н. э. (поздний мезолит)
В связи с изменением климата с континентального на атлантический изменяется и растительность. Заросли орешника сменяются смешанными лесами, в которых преобладают дубы: охота на крупных животных в таких лесах затруднена. В эту эпоху олени, дикие кабаны и прочая крупная дичь составляют лишь 20-30 % рациона. 40-50 % рациона составляют растительные продукты: орехи, дикие ягоды и плоды, жёлуди. Техника обработки камня совершенствуются, и наконечники копий принимают форму трапециевидных микролитов.
Большое значение имеют раскопки в регионе Федерзее, где в 1988—1989 гг. близ Бад-Бухау исследовались мезолитические поселения с семью очагами. Здесь были обнаружены богатые находки, давшие много информации о позднем мезолите. Методом радиоуглеродной датировки они были отнесены к 1-й половине 6 тыс. до н. э. На поздние мезолитические зоны накладываются зоны обитания ранненеолитической культуры линейно-ленточной керамики на юго-западе Германии. Совместное обитание этих культур, нередко враждебное, продолжалось несколько столетий.

## Неолит и энеолит
В неолите произошёл окончательный переход от охоты и собирательства — к оседлому земледелию и животноводству. Поселения вместо сезонных, привязанных к миграциям животных, стали постоянными.

### Ранний неолит
В эпоху раннего неолита на территорию Германии с территории современных Венгрии и Австрии пришли новые группы населения, которые начиная с 5500 г. до н. э. поселились главным образом на плодородных лёссовых равнинах вдоль крупных рек. Эти люди занимались растениеводством и животноводством, изготавливали особенную керамику, которая из-за своеобразного тиснёного орнамента получила название линейно-ленточной. Эта культура отличалась крупными некрополями, сооружением длинных домов и собственными религиозными представлениями, коренным образом отличавшимися от представлений соседних племён охотников-собирателей, всё ещё остававшихся на стадии мезолита. В Пещере девственниц у Тифенэллерна обнаружены вторичные подзахоронения периода линейно-ленточной керамики.
Линейно-ленточной керамике около 4900 г. до н. э. наследует развившаяся из неё культура накольчатой керамики, и вместе с ней наступает этап среднего неолита. Орнаменты на сосудах в этот период уже не процарапываются, а состоят из отдельных штрихов.
В Нижней Баварии и до Пльзеньской впадины, по соседству с культурой накольчатой керамики, образовалась так называемая группа Оберлаутербах — региональный вариант рёссенской культуры с оригинальным орнаментом сосудов (названа в честь Оберлаутербаха в округе Ландсхут. Захоронения данной культуры практически неизвестны.

### Поздний неолит и медный век
Культура Михельсберг была распространена на большей части запада Центральной Европы вдоль обоих берегов Рейна в конце 5 — начале 4 тысячелетия до н. э.
К медному веку, который ряд исторических школ включают в состав позднего неолита, относится Мюнхсхёфенская культура (группа), названная в честь места археологических находок Мюнхсхёфен близ Штраубинга. Эта культура испытывала влияние соседей, проживавших в Богемии и Моравии. Типичной для керамики этой культы являются крупные кубки на ножках и процарапанные орнаменты сосудов. Находки медных предметов этого периода исключительно редки, однако встречаются свидетельства того, что в Альпах уже в это время добывалась медь. Захоронения этой культуры практически неизвестны.
Самый поздний этап мюнхсхёфенской культуры известен также как валлерфингский горизонт. Последний был представлен главным образом в Нижней Баварии, одновременно с граничившей с востока поллингской группой. Обе указанных группы являются переходными к финальному неолиту, что характеризуется прежде всего появлением всё большего числа керамики без орнамента, а также некоторыми новыми формами сосудов, такими, как чашки и кувшины.
За поздней мюнхсхёфенской и поллингской культурами около 3800 г. до н. э. следует Альтхаймская культура (названная в честь Альтхайма, местности в Эссенбахе). Керамика этой группы характеризуется главным образом аркадными кромками, а также отсутствием орнамента на керамике тонкой работы. Вместе с этой культурой в Баварии появляется новый тип поселений — на болотистой почве (свайные), хотя они и не вытесняют полностью жилища на твёрдой почве. Погребения этого периода практически неизвестны.
За поздним неолитом (ранним медным веком) наступает финальный неолит (поздний медный век), к которому относится хамерская культура, существовавшая около 3400/3300 г. до н. э. Также к финальному неолиту относятся частые находки шнуровой керамики и колоколовидных кубков.
Культура одиночных погребений (2800 до н. э. — 2300 до н. э.) существовала на северо-западе Германии.
Культуры:
Альтхайм |
Баден |
Вартберг |
Воронковидные кубки |
Железовская |
Ла-Огетт |
Лендьель |
Линейно-ленточная керамика |
Мюнхсхёфен |
Накольчатая керамика |
Оберлаутербах |
Одиночные погребения |
Рёссен |
Шаровидные амфоры
Памятники:
Альтендорф |
Гозекский круг |
Голленштайн |
Кальденский дольмен |
Кольцевые канавы |
Лангвайлер |
Лора |
Цюшенская гробница |
Шпелленштайн |

## Бронзовый век

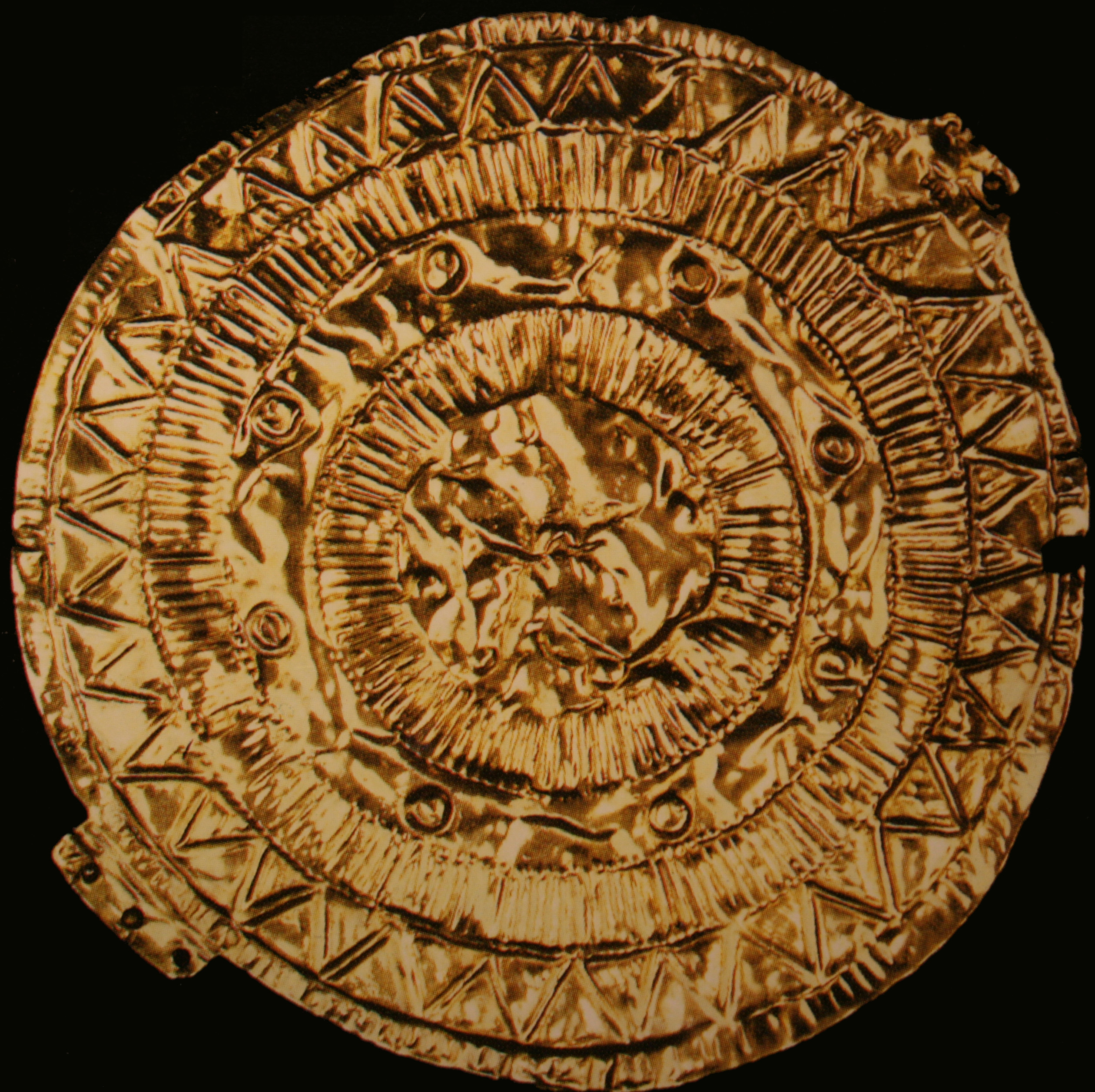
Солнечный диск из Моордорфа

В бронзовом веке территорию Германии занимают носители индоевропейских языков (в основном шнуровой керамики), поглотившие местное автохтонное население. Также представлена культура колоколовидных кубков.
Примерно в 1250 году до нашей эры на реке Толлензе состоялась крупнейшая битва того времени в которой участвовало, предположительно, до 4000 хорошо организованных воинов.
В результате процессов этногенеза, происходивших в бронзовом веке на территории Германии, образовались, в частности, следующие этнические группы:
- кельты, область распространения которых в период с 1200 г. и до римской экспансии охватывала большую часть Европы;
- венеты, носители не сохранившегося до наших дней индоевропейского языка, обитавшие в античный период к востоку от германцев. После Великого переселения народов венеты исчезли, однако их название в германских языках стало обозначать мигрировавшие на часть германских земель западнославянские племена (лютичи, лужичане);
- так называемый северо-западный блок, группа населения центральной Европы, говорившая на языках, отличных от кельтских и германских и постепенно кельтизированная или германизированная в ещё дописьменный период.

К бронзовому веку относится множество артефактов. Среди них — найденный в Саксонии-Ангальт небесный диск из Небры, металлический диск с золотой инкрустацией, указывающий на то, что уже в 2000 г. до н. э. у жителей этого региона сложились астрономические представления. Диск — старейшая из известных карт неба.
Культуры:
Арбонская |
Лужицкая |
Люнебург |
Поля погребальных урн |
Северо-западный блок |
Унетице |
Штраубинг |
Элп
Памятники:
Голоринг |
Диск из Небры |
Золотая шляпа |
Brotlaibidol |
Символы культуры полей погребальных урн |
Эберсвальдский клад

## Железный век
В период роста и распространения Римского государства и позднее, во время великого переселения народов римляне селились в области юга и запада современной Германии. Римские войска занимали эти область вдоль Дуная и Рейна примерно до 5 в. н. э. Эти римские поселенцы были легионерами, происходившими из самых различных регионов империи — таких, как Испания, Иллирия, Сирия, Галлия, Африка. Во время Великого переселения народов в Германии оказались и представители далеко живших от неё народов, таких, как сарматы или гунны.
После миграции почти всех германцев, живших к востоку от Эльбы, их земли заняли славяне, которые продолжали занимать их вплоть до того, когда в результате «восточной колонизации» немцы вернули себе эти земли в 11-14 вв.
Из смешения всех этих народов образовались предки современного немецкого народа. Благодаря Великому переселению народов и доминированию франков и других племён и в языковом отношении все они были преимущественно германскими, однако в то же время в значительной мере унаследовали культурное влияние Римской империи и христианства.
Культуры:
Домовидные урны |
Латенская |
Северо-западный блок |
Харпштедт-Нинбург |
Ясторфская культура
Останки:
Болотное тело из Виндеби |
Человек из Остерби
Памятники:
Статуя кельтского князя из Глауберга
Докельтская и догерманская мифология:
Нехаленния |
Нертус

## Ранний античный период

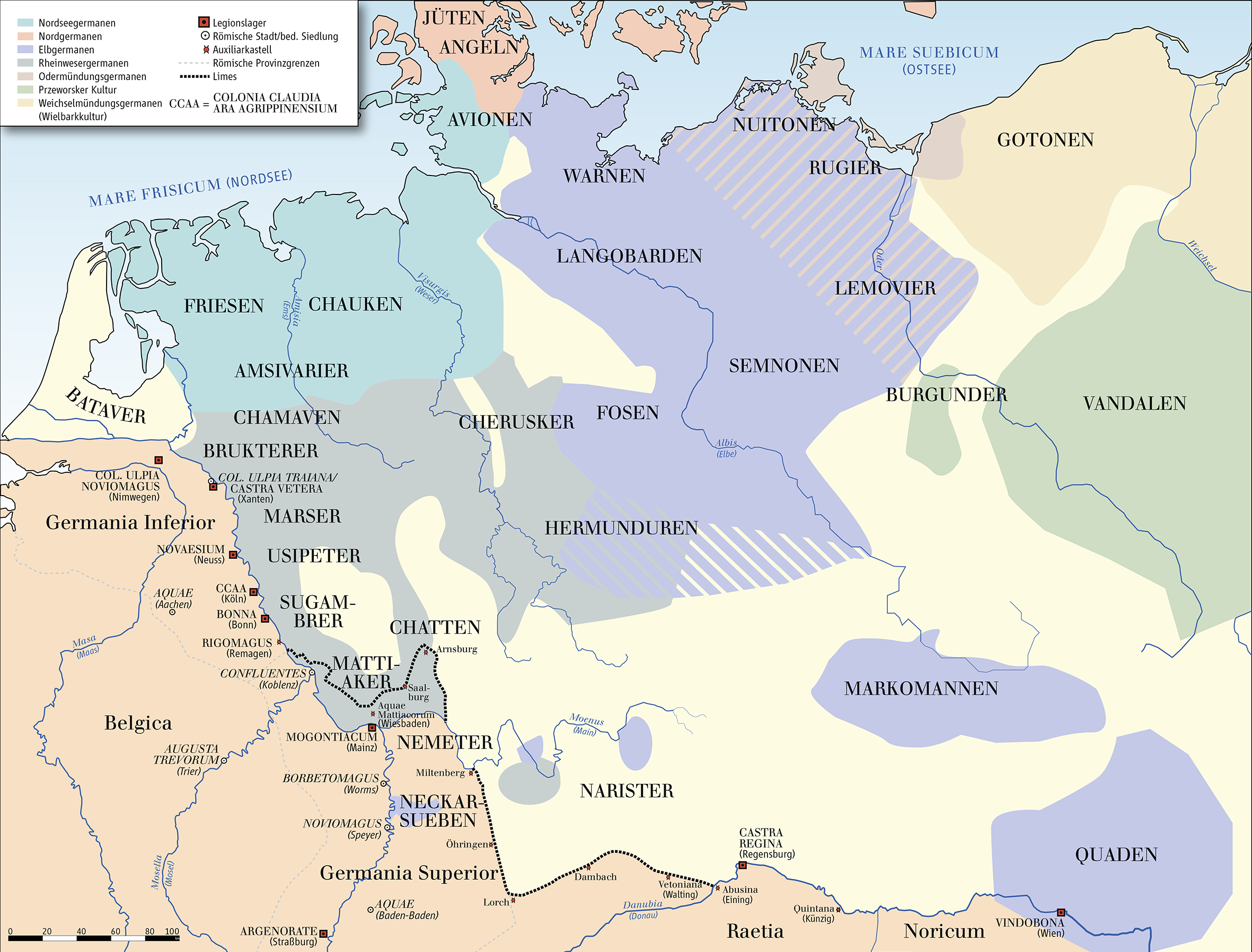
Германские племена около 100 г. н. э. (без учёта Скандинавии)

Впервые некоторые кельтские и германские племена упоминаются в древнегреческих (начиная с Геродота) и древнеримских источниках (Цезарь, Тацит). Около 500 г. до н. э. юг современной Германии занимали кельты, а север — германцы. На протяжении последующих столетий германцы мигрировали на юг, поэтому на рубеже новой эры примерной границей между кельтами и германцами был Дунай. Благодаря контактам в немецкий язык попали кельтские заимствования, в том числе топонимы и названия рек.
С 58 г. до н. э. по 455 г. н. э. области к западу от Рейна и к югу от Дуная принадлежали Римской империи; кроме того, с 80 по 260 гг. н. э. к ней также относились часть современного Гессена (Веттерау), а также большая часть современного Баден-Вюртемберга к югу от Верхнегерманско-ретийского лимеса. Римские земли на территории современной Германии подразделялись на провинции Верхняя Германия, Нижняя Германия и Реция. Именно в римские времена возникли такие города, как Трир, Кёльн, Бонн, Вормс и Аугсбург. Римляне принесли с собой нововведения в сфере строительства домов и ремесла. Для защиты границ римляне расселяли в своих провинциях дружественные германские племена, а также поселенцев из различных концов Римской империи. Первые письменные упоминания о Германии оставил в 98 г. Тацит.